# Guldborgsund Kommune
Guldborgsund Kommune ist eine Kommune in Dänemark. Sie besteht aus der Insel Falster und dem östlichen Teil der Insel Lolland in der Region Sjælland im Süden des Landes und wurde zu Beginn des Jahres 2007 im Zuge einer Verwaltungsreform gegründet. Ihren Namen erhielt die Gemeinde vom Guldborgsund, einem Sund, der Lolland und Falster trennt und mitten durch die Kommune verläuft.

## Verwaltung und Einwohnerzahl
Verwaltungssitz der Kommune ist Nykøbing Falster. Bürgermeister ist seit 1. Januar 2010 John Brædder von der lokalen Partei Nyt Guldborgsund.
In der Gemeinde leben derzeit 59.350 Einwohner (Stand 1. Januar 2025).
Entwicklung der Einwohnerzahl:
- 1. Januar 2007: 63.540
- 1. Januar 2008: 63.496
- 1. Januar 2010: 62.912
- 1. Januar 2025: 59.350

## Gliederung
Die Guldborgsund Kommune (Fläche: 900,60 km²) umfasst das Gebiet von sechs „alten“ Kommunen des Storstrøms Amt:
- Nykøbing Falster
- Nysted
- Nørre Alslev
- Sakskøbing
- Stubbekøbing
- Sydfalster

## Kirchspielsgemeinden und Ortschaften in der Kommune
Auf dem Gemeindegebiet liegen die folgenden Kirchspielsgemeinden (dän.: Sogn) und Ortschaften mit über 200 Einwohnern  (byområder (dt.: „Stadtgebiete“) nach Definition der Statistikbehörde); Einwohnerzahl am 1. Januar 2025., bei einer eingetragenen Einwohnerzahl von Null hatte der Ort in der Vergangenheit mehr als 200 Einwohner.
| Nr.            | Kirchspiel                   | Einwohner              | Ortschaft                                                 | Einwohner         |
| -------------- | ---------------------------- | ---------------------- | --------------------------------------------------------- | ----------------- |
| 13             | Aastrup Sogn                 | 736                    |                                                           |                   |
| 07             | Brarup Sogn                  | 1. Oktober 2019: 0.552 |                                                           |                   |
| 40             | Bregninge Sogn               | 1. Oktober 2023: 0.144 |                                                           |                   |
| 39             | Døllefjelde Sogn             | 176                    |                                                           |                   |
| 31             | Engestofte Sogn              | 1. Oktober 2024: 0.108 |                                                           |                   |
| 19             | Eskilstrup Sogn              | 1.354                  | Eskilstrup                                                | 1.093             |
| 20             | Falkerslev Sogn              | 237                    |                                                           |                   |
| 33             | Fjelde Sogn                  | 1. Oktober 2022: 0.167 |                                                           |                   |
| 49             | Gedesby Sogn                 | 246                    |                                                           |                   |
| 50             | Gedser Sogn                  | 683                    | Gedser                                                    | 632               |
| 37             | Godsted Sogn                 | 1. Oktober 2021: 0.110 |                                                           |                   |
| 05             | Gundslev Sogn                | 529                    |                                                           |                   |
| 45             | Herritslev Sogn              | 405                    |                                                           |                   |
| 21             | Horbelev Sogn                | 1.046                  | Horbelev                                                  | 536               |
| 27             | Horreby Sogn                 | 472                    | Horreby                                                   | 273               |
| 36             | Idestrup Sogn                | 1.857                  | Idestrup Sønder Vedby Skovhuse                            | 1.135 295         |
| 28             | Karleby Sogn                 | 237                    |                                                           |                   |
| 41             | Kettinge Sogn                | 1. Oktober 2023: 1.152 |                                                           |                   |
| 40, 41         | Kettinge-Bregninge Sogn      | 1.279                  | Kettinge Frejlev                                          | 516 < 200         |
| 02             | Kippinge Sogn                | 1. Oktober 2019: 0.501 |                                                           |                   |
| 37, 43, 44     | Krumsø Sogn                  | 792                    | Øster Ulslev                                              | 241               |
| 10             | Lillebrænde Sogn             | 1. Oktober 2024: 0.251 |                                                           |                   |
| 12             | Maglebrænde Sogn             | 307                    |                                                           |                   |
| 16             | Majbølle Sogn                | 898                    | Guldborg                                                  | 495               |
| 38             | Musse Sogn                   | 175                    |                                                           |                   |
| 1, 2, 3, 7, 17 | Nordvestfalster Sogn         | 2.759                  | Guldborg Orehoved Vålse Øster Kippinge                    | 495 426 207 269   |
| 35             | Nykøbing Falster Sogn        | 16.747                 | Nykøbing Falster                                          | 16.682            |
| 47             | Nysted Sogn                  | 1. Oktober 2020: 1.351 |                                                           |                   |
| 46, 47         | Nysted-Vantore Sogn          | 1.503                  | Nysted                                                    | 1.229             |
| 04             | Nørre Alslev Sogn            | 2.470                  | Nørre Alslev                                              | 2.363             |
| 08             | Nørre Kirkeby Sogn           | 201                    |                                                           |                   |
| 03             | Nørre Vedby Sogn             | 1. Oktober 2019: 1.275 |                                                           |                   |
| 26             | Nørre Ørslev Sogn            | 500                    |                                                           |                   |
| 15, 23         | Radsted Sogn                 | 1. Oktober 2024: 0.723 |                                                           |                   |
| 23             | Radsted-Tårs Sogn            | 1.167                  | Radsted                                                   | < 200             |
| 14             | Sakskøbing Sogn              | 4.583                  | Sakskøbing                                                | 4.514             |
| 48             | Skelby Sogn                  | 232                    |                                                           |                   |
| 32             | Slemminge Sogn               | 1. Oktober 2022: 0.440 |                                                           |                   |
| 32, 33         | Slemminge-Fjelde Sogn        | 586                    |                                                           |                   |
| 17             | Stadager Sogn                | 1. Oktober 2019: 0.148 |                                                           |                   |
| 11             | Stubbekøbing Sogn            | 2.099                  | Stubbekøbing                                              | 2.214             |
| 25             | Systofte Sogn                | 707                    | Systofte Skovby                                           | 343               |
| 30             | Sønder Alslev Sogn           | 99                     |                                                           |                   |
| 29             | Sønder Kirkeby Sogn          | 242                    |                                                           |                   |
| 24             | Tingsted Sogn                | 3.202                  | Nordbyen Tingsted                                         | 1.984 228         |
| 34             | Toreby Sogn                  | 5.490                  | Grænge Nagelsti Sundby Toreby                             | 368 537 3.246 614 |
| 09             | Torkilstrup Sogn             | 1. Oktober 2024: 0.356 |                                                           |                   |
| 09, 10         | Torkilstrup-Lillebrænde Sogn | 601                    |                                                           |                   |
| 15             | Tårs Sogn                    | 1. Oktober 2024: 0.459 |                                                           |                   |
| 46             | Vantore Sogn                 | 1. Oktober 2020: 0.253 |                                                           |                   |
| 43             | Vester Ulslev Sogn           | 1. Oktober 2021: 0.313 |                                                           |                   |
| 06             | Vigsnæs Sogn                 | 134                    |                                                           |                   |
| 22             | Våbensted Sogn               | 1. Oktober 2024: 0.581 |                                                           |                   |
| 22, 31         | Våbensted-Engestofte Sogn    | 681                    |                                                           |                   |
| 01             | Vålse Sogn                   | 1. Oktober 2019: 0.420 |                                                           |                   |
| 42             | Væggerløse Sogn              | 3.104                  | Hasselø Plantage Marielyst Nykøbing Strandhuse Væggerløse | 212 633 290 1.302 |
| 18             | Ønslev Sogn                  | 681                    | Ønslev                                                    | 395               |
| 44             | Øster Ulslev Sogn            | 1. Oktober 2021: 0.393 |                                                           |                   |

1. 1 2 3 4 5 6  
Brarup Sogn, Kippinge Sogn, Nørre Vedby Sogn, Stadager Sogn und Vålse Sogn wurden am 1. Januar 2020 zum Nordvestfalster Sogn zusammengelegt.
2. 1 2 3  
Die Kirchspiele Bregninge Sogn und Kettinge Sogn wurden am 1. Januar 2024 zum Kettinge-Bregninge Sogn zusammengelegt.
3. 1 2 3  
Die Kirchspiele Engestofte Sogn und Våbensted Sogn wurden am 1. Dezember 2024 zum Våbensted-Engestofte Sogn zusammengelegt.
4. 1 2 3  
Die Kirchspiele Slemminge Sogn und Fjelde Sogn wurden am 1. Januar 2023 zum Slemminge-Fjelde Sogn zusammengelegt.
5. ↑  
Der ehemalige Kirchenbezirk „Gedser Kirkedistrikt“, der auf dem Gebiet des Gedesby Sogn lag, wurde am 1. Oktober 2010 als Gedser Sogn eigenständig. Da die Grenzen des neuen Sogn noch nicht veröffentlicht wurden, kann der Pfeil nur auf die ungefähre Lage des Sogn hindeuten.
6. 1 2 3 4  
Øster und Vester Ulslev Sogn und Godsted Sogn wurden am 1. Januar 2022 zum Krumsø Sogn zusammengelegt.
7. 1 2  
Frejlev und Radsted hatten 2013 erstmals weniger als 200 Einwohner.
8. 1 2 3  
Die Kirchspiele Lillebrænde Sogn und Torkilstrup Sogn wurden am 1. Dezember 2024 zum Torkilstrup-Lillebrænde Sogn zusammengelegt.
9. 1 2 3 4  
Die Ortschaft Guldborg erstreckt sich über die Kirchspiele Nordvestfalster Sogn und Majbølle Sogn.
10. 1 2 3  
Nysted Sogn und Vantore Sogn wurden am 29. November 2020 zum Nysted-Vantore Sogn zusammengelegt.
11. 1 2 3  
Die Kirchspiele Radsted Sogn und  Sogn wurden am 1. Dezember 2024 zum Radsted-Tårs Sogn zusammengelegt.

Soweit Sogne aufgeteilt oder zusammengelegt wurden, bezieht sich das nur auf die kirchlichen Belange. In ihrer Eigenschaft als Matrikelsogne, also als Grundbuchbezirke der Katasterbehörde Geodatastyrelsen, wirken sich seit Abschaffung der Hardenstruktur 1970 solche Änderungen nicht mehr aus.

## Verkehr
Durch das Gemeindegebiet verläuft im Zuge der Vogelfluglinie die international bedeutsame Eisenbahn- und Straßenverbindung Hamburg – Kopenhagen. Ende 2007 wird das letzte Teilstück der Vogelfluglinie (Europastraße 47 beim Guldborgsundtunnelen) zur Autobahn. Brücken überqueren den Sund bei Guldborg (alte Strecke) und Nykøbing Falster. Die Straßenverbindung zur Insel Seeland und damit nach Kopenhagen stellen die Farø-Brücken im Norden von Falster her (Europastraßen 47 und 55).
Ein Fährhafen befindet sich in Gedser an der Südspitze von Falster (Fährverbindung nach Rostock).

## Städtepartnerschaften
Die Kommune Guldborgsund besitzt vier Partnerstädte:
- Schleswig-Holstein: Eutin
- Finnland: Iisalmi
- Lettland: Liepāja seit 1993
- Mecklenburg-Vorpommern: Rostock seit 2014

Seit 1992 unterhielt Nykøbing Falster zudem eine Partnerschaft mit  Lublin (Polen); eine Fortführung durch Guldborgsund ist allerdings nicht belegt.